# Nathalie Barthoulot
Nathalie Barthoulot, née le 31 août 1968 à Delémont (originaire de Goumois et Schangnau), est une personnalité politique jurassienne, membre du Parti socialiste. Elle est ministre jurassienne depuis décembre 2015, à la tête du département de l'intérieur.

## Biographie
Nathalie Barthoulot naît le 31 août 1968 à Delémont. Elle est originaire de Goumois, dans le district des Franches-Montagnes, et de Schangnau, dans l'arrondissement bernois de l'Emmental. Son père, Yvan Siegenthaler, est dessinateur en génie civil ; sa mère, née Marie-Laure Haegeli, est employée de commerce. Elle est l'aînée d'une famille de deux enfants.
Elle grandit à Delémont. Elle pratique notamment l'équitation pendant son enfance.
Après une maturité gymnasiale de type économique au Lycée cantonal de Porrentruy obtenue en 1987, elle étudie les sciences économiques à l'Université de Neuchâtel et y décroche une licence en 1991,.
Elle travaille d'abord une année au sein d’une fiduciaire en Ajoie, puis occupe le poste d'assistante du directeur financier d’une entreprise industrielle à Moutier de 1992 à 1995,.
Elle enseigne l'économie à l’École professionnelle commerciale du canton du Jura à partir de 2000. Elle en devient l'attachée de direction en 2003, puis occupe un poste de direction au Centre jurassien d'enseignement et de formation à compter d'août 2007. Elle en devient la directrice générale en 2009. Elle démissionne à la fin de 2015 après son élection au gouvernement jurassien.
Elle est mariée à Claude Barthoulot, employé de commerce, et mère de trois enfants. Elle habite Courtételle depuis 1989.

## Parcours politique
Elle adhère au Parti socialiste jurassien en 1990 et en est la coprésidente de 2002 à 2003.
Elle est élue députée au Parlement jurassien en 1998. Elle y est réélue en 2002 et en 2006 et le préside en 2007. Elle siège au sein de la Commission de gestion et des finances. Elle quitte le parlement en 2009 lorsqu'elle prend la direction du Centre jurassien d'enseignement et de formation,.
Le 8 novembre 2015, elle est élue au second tour au gouvernement jurassien, arrivant en deuxième position. Seule femme du gouvernement, elle prend ses fonctions le 18 décembre 2015, à la tête du département de l'intérieur. En mai 2020, elle est élue à la présidence de la Conférences suisse des directeurs des affaires sociales. Elle est réélue au gouvernement jurassien le 8 novembre 2020, cette fois en troisième position. Elle le préside en 2017 et 2021. Elle décide de ne pas solliciter un troisième mandat en octobre 2025.
Elle est candidate au Conseil des États en octobre 2023, sur la même liste que la sortante Mathilde Crevoisier, mais n'est pas élue, terminant cinquième (5 467 voix contre 7 447 à sa colistière réélue).